# Битка код Никопоља (48. п. н. е.)
Битка код Никопоља вођена је крајем 48. п. н. е. између римске војске под Гнеј Домиције Калвином са једне и понтске војске под краљем Фарнаком II са друге стране. Део је Цезаровог грађанског рата, а завршена је Фарнаковом победом.

## Битка
Босфорски краљ Фарнак II је, користећи метеж у римској држави изазван грађанским ратом, напао римска подручја у Понту како би обновио империју свог оца Митридата Великог. Супротставио му се Гнеј Домиције Калвин, од Цезара новопостављени римски гувернер Мале Азије који је располагао с XXVII легијом, састављеном од Помпејевих ветерана којих су после Фарсала прешли на Цезарову страну и две легије на брзину регрутованих и неискусних војника из Мале Азије. За те се снаге испоставило да су недовољне да зауставе Фарнака, који је Калвина поразио у бици и нанио Римљанима тешке губитке. Фарнак, међутим, због побуне у својој позадини, није био у стању искористити ову победу, те га је Цезар следеће година поразио код Зеле.